# Alessandro Fattori
Alessandro Fattori (* 21. Juni 1973 in Parma) ist ein ehemaliger italienischer Skirennläufer.
Fattoris ersten Weltcuppunkt holte er in der Saison 1992/93. Seinen ersten Podestplatz erreichte er 1993/1994. Er gewann zwei Weltcuprennen, eine Abfahrt und einen Super-G. Einen großen Erfolg konnte Fattori 1998 verzeichnen, als er bei den Olympischen Spielen in Nagano im Super-G auf Platz 4 fuhr.
Da er sich nach einem Achillessehnenriss vergeblich bemühte, wieder Anschluss an die Weltspitze zu finden, erklärte Fattori am 13. Juni 2007 seine alpine Skikarriere für beendet.

## Erfolge
- 2 Weltcupsiege (2000 in Val-d’Isère in der Abfahrt, 2002 in Kvitfjell im Super-G)
- 3 weitere Podestplätze im Weltcup
- 20 weitere Top-10-Plätze im Weltcup
- Teilnahme an den Olympischen Spielen 1998 in Nagano und 2002 in Salt Lake City
- Teilnahme an den Ski-Weltmeisterschaften 1996, 1999, 2001 und 2005